# Буканьєри

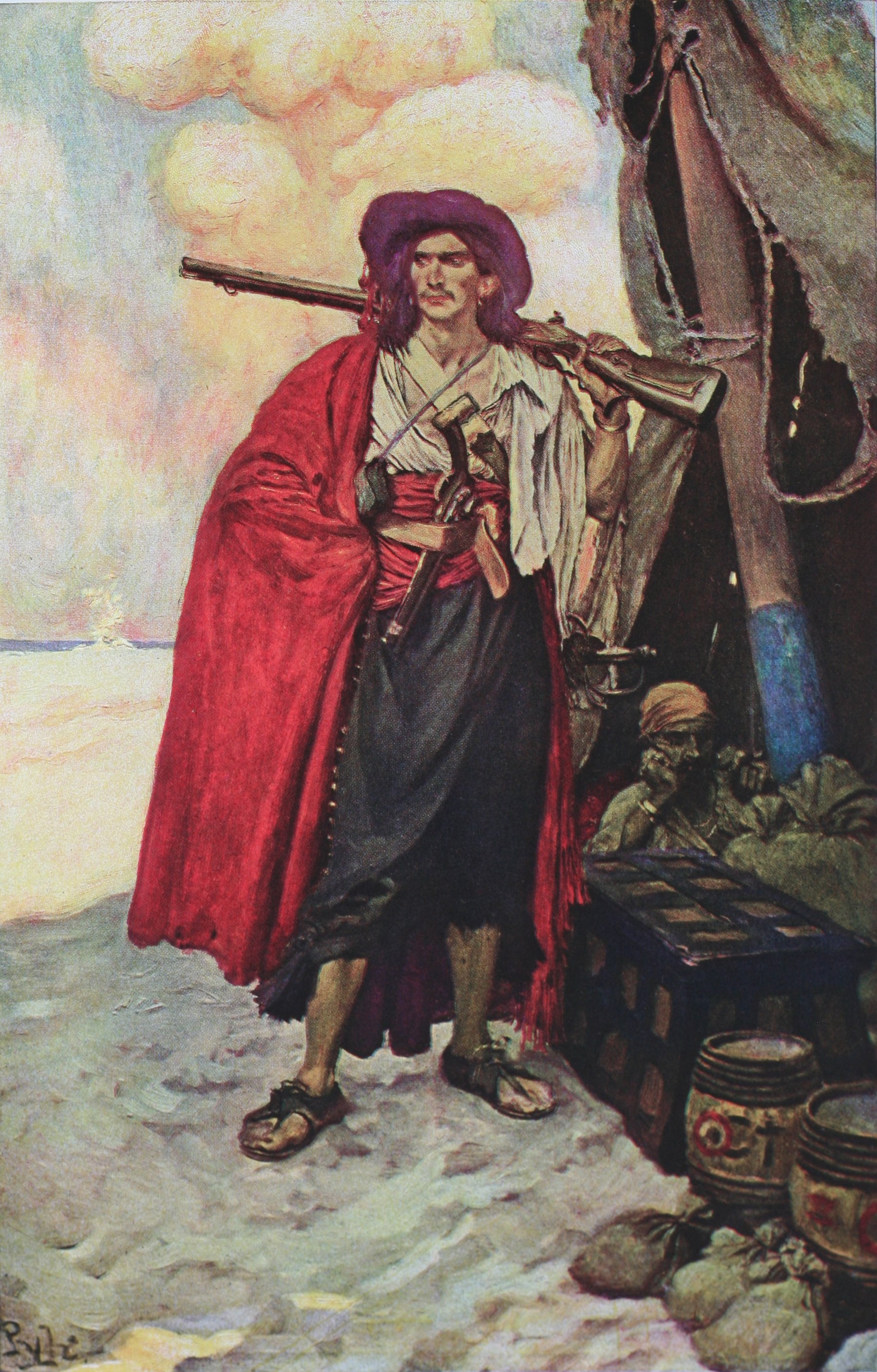
«Карибський буканьєр», ілюстрація з «Книги піратів» Говарда Пайла

Буканьєри (від англ. buccaneers; від фр. viande boucanée; від арв. buccan) — приватири, що грабували колонії європейських держав (найчастіше іспанські, проте часто також французькі, голландські та британські) та торговельні й транспортні кораблі цих держав в районі Карибського моря у 17 столітті та 18 столітті. 
Хоча термін «буканьєр» часто використовується синонімічно з термінами корсар, капер, флібустьєр, пірат, тощо,.. у вузькому сенсі цей термін відноситься саме до приватерів, тобто, – ліцензованих піратів, що діяли у Карибському морі, й зазвичай базувалися в районі острова Тортуга у 17-му та 18-му сторіччі.
На відміну від інших типів карибських приватерів та піратів 17-го сторіччя, буканьєри переважно постійно базувалися саме в районі Карибського моря а не лише приходили на Кариби на рейди.
Назва буканьєри походить від слова "букан", – коптильні для виробництва джеркі, й спочатку це слово застосовувалася саме до виробників джеркі. З часом назва перейшла на моряків, потім на корсарів, й, в кінці кінців, – на приватерів Берегового братства які часто використовували джеркі як м'ясні консерви.